# Fichtenau
Fichtenau ist eine Gemeinde im Landkreis Schwäbisch Hall im fränkisch geprägten Nordosten Baden-Württembergs.

## Geografie

### Geografische Lage
Der staatlich anerkannte Erholungsort Fichtenau liegt im Nordosten von Baden-Württemberg, direkt an der Grenze zu Bayern, und jeweils etwa 12 km bis 16 km (je nach Teilort) von der bayerischen Stadt Dinkelsbühl, der Stadt Ellwangen und dem Mittelzentrum Crailsheim entfernt.
Die Gemeinde hat Anteil an den Naturräumen Schwäbisch-Fränkische Waldberge, Mittelfränkisches Becken sowie Frankenhöhe.
Das Gemeindegebiet wird durch die es von Norden nach Süden durchlaufende Europäische Hauptwasserscheide zwischen Nordsee und Schwarzem Meer in zwei Hälften geteilt; der westliche Teil entwässert über die Rechenberger Rot und den Reiglersbach zu Jagst, Neckar und dann Rhein, der östliche überwiegend über die Rotach und dann die Wörnitz zur Donau. Die Dörfer Matzenbach und Wildenstein liegen genau auf der Wasserscheide. Vor dem Rathaus ist ein Stein, welcher auf die Wasserscheide aufmerksam macht aufgestellt.

### Nachbargemeinden
Nachbarstädte und -gemeinden Fichtenaus sind (im Uhrzeigersinn, beginnend im Westen): Stimpfach, Crailsheim und Kreßberg (alle drei Landkreis Schwäbisch Hall), Dinkelsbühl (Landkreis Ansbach, Bayern), Wört, Ellenberg und Jagstzell (alle drei Ostalbkreis).

### Gemeindegliederung

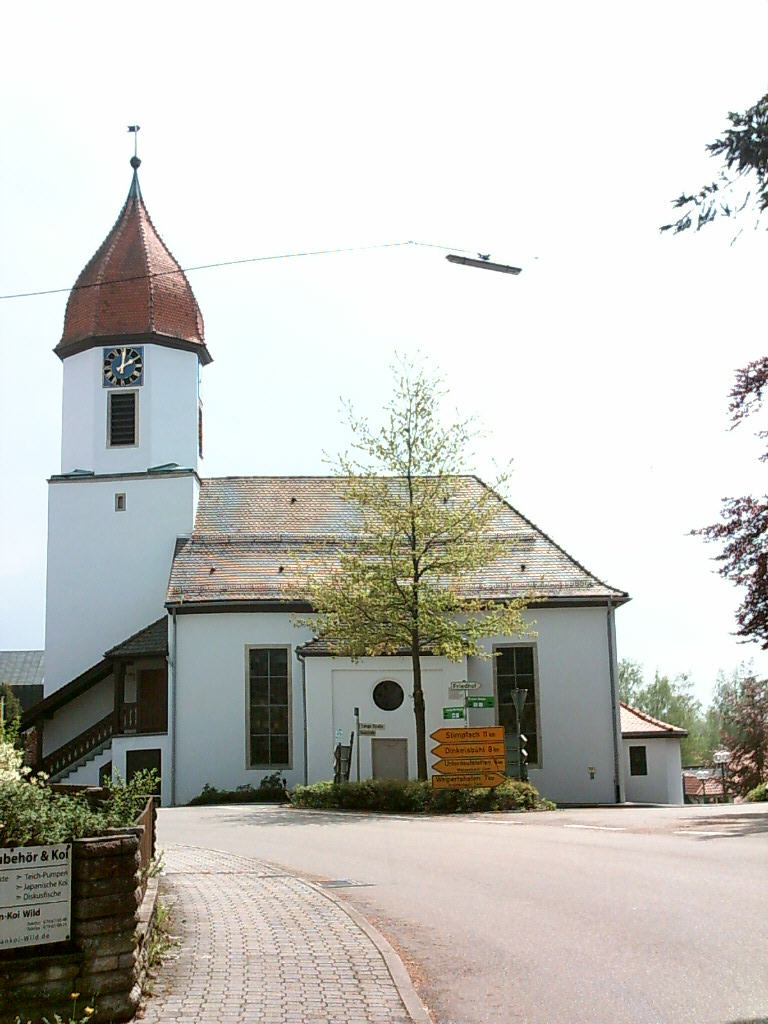
Kirche in Wildenstein

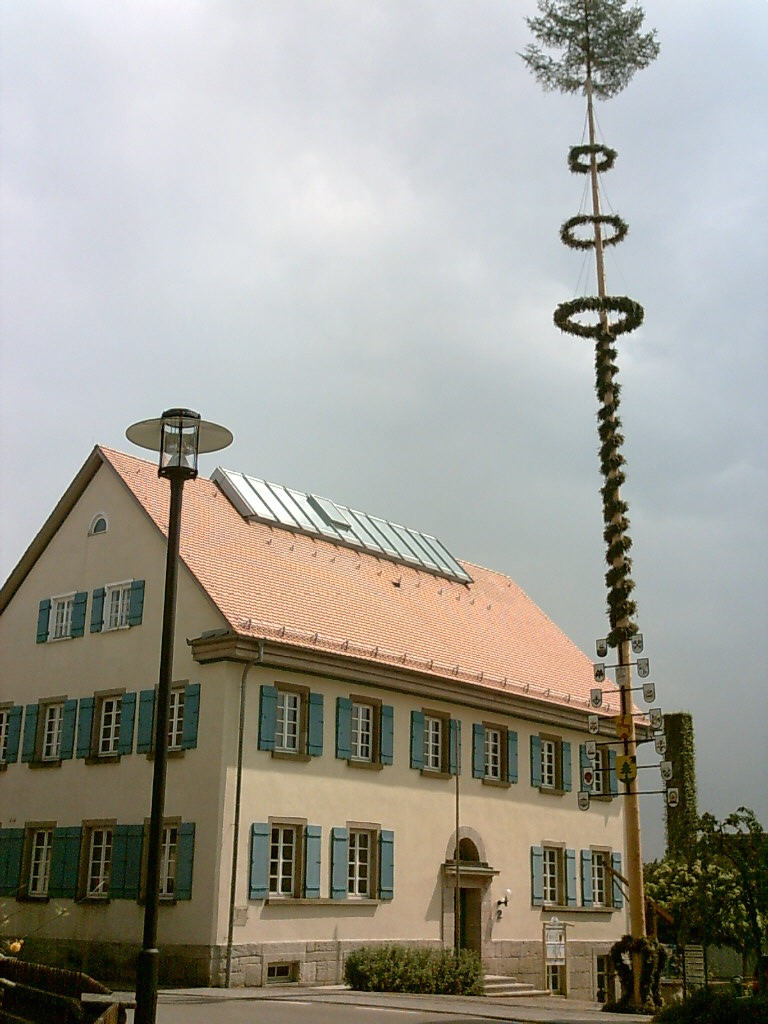
Bürgerhaus in Wildenstein

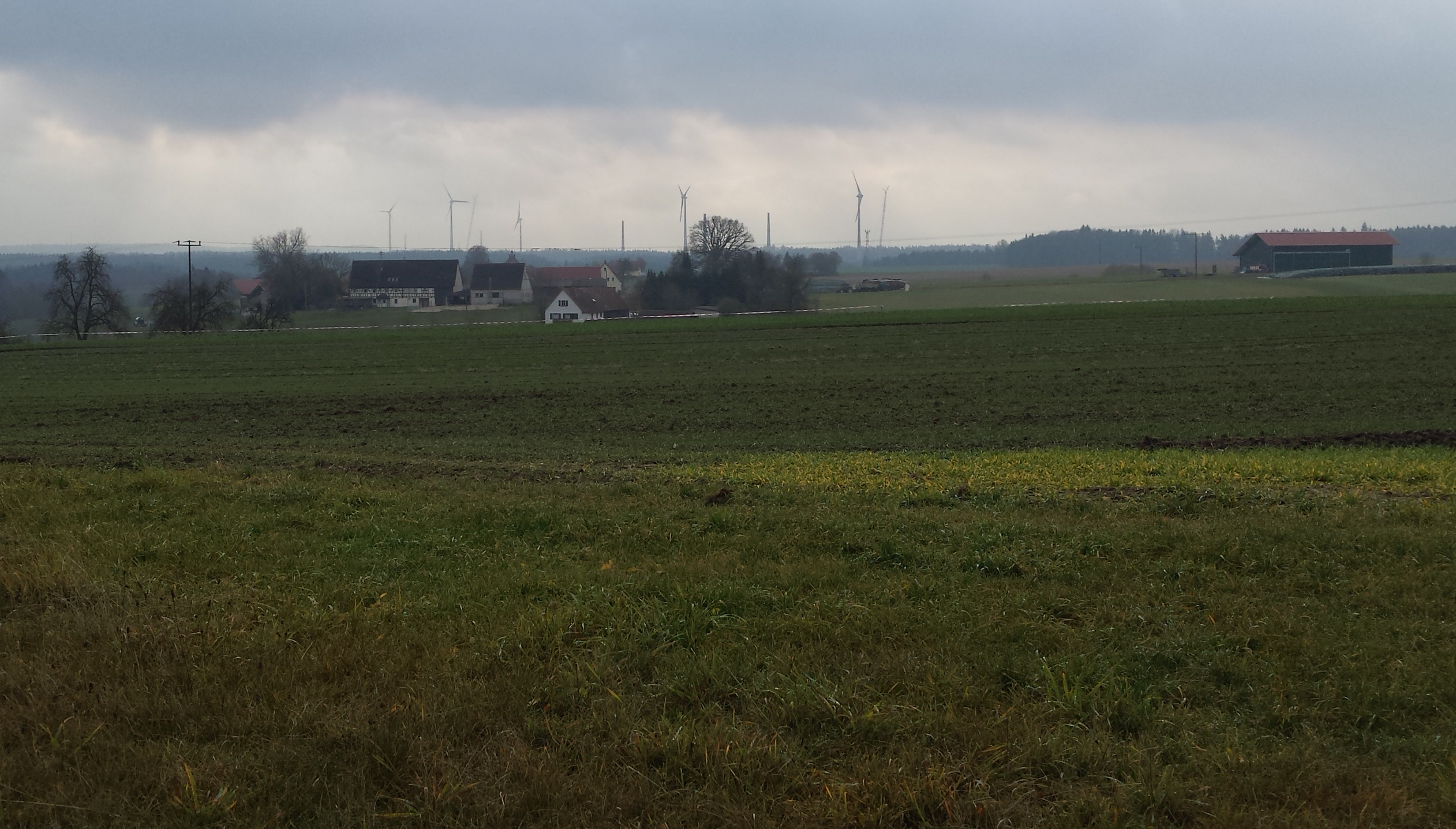
Ansicht des Weilers Fichtenhof

#### Übersicht
Zur Gemeinde Fichtenau, bestehend aus den ehemaligen Gemeinden Lautenbach, Matzenbach, Unterdeufstetten und Wildenstein, gehören 26 Dörfer, Weiler, Höfe und Häuser sowie einige Wüstungen. Nachdem die Gemeinde Fichtenau von der Möglichkeit der Einführung der Ortschaftsverfassung keinen Gebrauch machte, haben die ehemaligen Gemeinden heute keine politische Bedeutung mehr. Die Grundbücher der ehemaligen Gemeinden wurden jedoch fortgeführt, so dass die Grundstücke der Gemeinde immer noch in Anlehnung an diese ehemaligen Gemeinden heute zu vier Gemarkungen zusammengefasst sind.
Auf der Gemarkung Lautenbach liegen das Dorf Lautenbach, die Weiler Bernhardsweiler, Buckenweiler, Neustädtlein und Rötlein und die Wohnplätze Felsenmühle, Hammermühle, Ölmühle und Vorstadt.
Zur Gemarkung Matzenbach gehören das Dorf Matzenbach, die Weiler Fichtenhof, Hahnenberg und Krettenbach, die Wohnplätze Melbersmühle und Neuhaus sowie die abgegangene Ortschaft Abtsbach.
Zur Gemarkung Unterdeufstetten gehören das Dorf Unterdeufstetten, der Weiler Oberdeufstetten und der Wohnplatz Birkenhof, sowie die abgegangene Ortschaft Zum alten Hof.
Auf der Gemarkung Wildenstein liegen das Dorf Wildenstein, die Weiler Großenhub, Gunzach und Wäldershub, die Wohnplätze Spitzenmühle, Völkermühle und Zankhof.
Die Gemeinde ist heute aufgrund der in Fichtenau eingeführten Unechten Teilortswahl in folgende sieben Wohnbezirke unterteilt: Lautenbach/Buckenweiler/Rötlein, Neustädtlein/Bernhardsweiler, Matzenbach, Krettenbach/Fichtenhof, Unterdeufstetten/Oberdeufstetten, Wildenstein/Gunzach und Wäldershub/Großenhub.

#### Wildenstein
| Wildenstein | Im Ortsteil Wildenstein befindet sich die Gemeindeverwaltung in dem Ende der 1970er-Jahre gebauten Rathaus. Dort findet auch jedes Jahr am Wochenende vor Ostern ein weithin bekannter Ostereiermarkt statt. Neben dem Rathaus gibt es in Wildenstein noch einen gemeindeeigenen Kindergarten und ein renoviertes Schloss. Hasso von Haldenwang beschreibt in seinem Buch Die Jenischen, Erinnerungen an die Wildensteiner Hausierhändler die Traditionen, das Gewerbe und das Alltagsleben der Wildensteiner Hausierer. In der Martinskirche finden sich die Grabplatten der Familie Hofer von Lobenstein, welche das neben der Martinskirche gelegene Schloss in Besitz hatten. Am Schloss ist das Wappen der Familie zu sehen. Die späteren Gräber befinden sich auf dem Friedhof in Wildenstein. An der Martinskirche findet sich eine Gedenktafel für die Gefallenen des Deutsch-Französischen Kriegs. |

#### Unterdeufstetten
| Unterdeufstetten | Im Ortsteil Unterdeufstetten gibt es eine Grundschule mit etwa 350 Schülern, eine Sonderschule für lernbehinderte Schüler und eine Turnhalle mit einem kleinen Hallenbad. Zudem gibt es in diesem Ortsteil einen weiteren kirchlichen Kindergarten und ein Kinderheim, das ursprünglich unter Trägerschaft der katholischen Kirche betrieben wurde, aber seit 2001 von einer Stiftung geführt wird. Auch in Unterdeufstetten gibt es ein Schloss, das aber bislang nicht renoviert wurde. Die ehemalige Synagoge wurde zum Wohnhaus umgebaut. In Unterdeufstetten lebte der Handwerker-Poet Johannes Lämmerer und der Kirchenlied-Dichter Christoph Karl Ludwig von Pfeil (1712–1784). Letzterer ist in der dortigen Schlosskapelle beigesetzt. |

#### Matzenbach
| Matzenbach | Im Ortsteil Matzenbach bestehen Reste des Schlosses Matzenbach. Neben dem kirchlichen Kindergarten gibt es eine im Rahmen der Eingemeindung angelegte, Stadion genannte Sportanlage. Sie besteht aus einer Turnhalle, einem großen und einem mittleren Fußballplatz, einer Hartgummilaufstrecke, einem Hartgummiplatz und einer Sandgrube für Weitsprung. An das Stadion grenzen ein Tennisplatz mit zwei Plätzen, ein Squashplatz und ein Minigolfplatz. |

#### Wäldershub
Im Ortsteil Wäldershub steht noch das ehemalige Wasserschloss Wäldershub aus der Mitte des 16. Jahrhunderts, das heute zwischen mehreren Familien aufgeteilt ist. Ein ehemaliges Schulgebäude dient heute als Dorfgemeinschafts- und Jugendraum. Auf dem Gelände des ehemaligen Schulgebäudes ist auch ein Kinderspielplatz angelegt. Auf einem neu angelegten Sportgelände befinden sich ein Fußballfeld und ein Volleyballplatz.

#### Lautenbach
| Lautenbach | Im Ortsteil Lautenbach gibt es einen Weiher (Storchenweiher), an dem jährlich am 1. Juliwochenende ein Seefest stattfindet. Dieser Weiher ist als Badegewässer ausgebaut worden. Im Juni 2011 musste die Gemeindeverwaltung dort auf Betreiben des Haller Gesundheitsamtes Schilder mit der Warnung „Kein Badegewässer!“, „Vom Baden wird abgeraten!“ anbringen. Zum Ortsteil gehört auch das Dorf Neustädtlein, das durch seine direkte Lage an der Autobahn (A 7) bekannt ist. Wenige Meter vor dem Ortsschild befindet sich ein Gedenkkreuz für den Landwirt Friedrich Späth, der am 19.04.1945 von der SS erschossen wurde. |

#### Großenhub
In Großenhub steht eine kleine Kirche, welche 1913 gebaut und 2002 restauriert wurde, mit einem anliegenden Friedhof. In der Kirche ist eine Gedenktafel, für die Gefallenen der beiden Weltkriege zu finden. Außerdem ist ein altes Schulhaus vorhanden, das heute als Gemeindehaus verwendet wird.

### Flächenaufteilung
Nach Daten des Statistischen Landesamtes, Stand 2014.

## Geschichte
Das Gebiet der Gemeinde Fichtenau mit den Ortschaften Lautenbach, Matzenbach, Unterdeufstetten und Wildenstein ist altes Grenzgebiet. Schon zur Römerzeit lag es als bewaldetes Grenzland nur wenige Kilometer nördlich des römischen Grenzwalls, des Limes. Nach der Völkerwanderungszeit liefen die Grenzen des zum Herzogtum Schwaben gehörigen Riesgaus und des zum Herzogtum Franken gehörigen Maulachgaus durch das Gemeindegebiet. Parallel dazu liefen die Grenzen der Bistümer Würzburg und Augsburg. Die Grenzlage wird bis heute dadurch verdeutlicht, dass durch Fichtenau auch eine Mundartgrenze läuft. In den Orten Matzenbach und Unterdeufstetten wird überwiegend schwäbische Mundart mit fränkischen Einsprengseln gesprochen, in allen übrigen Ortschaften hohenlohisch-fränkischer Dialekt.
Im Mittelalter entwickelten sich in diesem Grenzland die Rittergüter Wäldershub, Wildenstein, Matzenbach, Unterdeufstetten, Lautenbach und Bernhardsweiler, auf die jedoch die Markgrafschaft Ansbach und teilweise auch die Fürstpropstei Ellwangen ihren Einfluss geltend zu machen versuchten.
Die Rittergutsbesitzer in Lautenbach und Wildenstein, jedoch vor allem von Matzenbach und Unterdeufstetten, siedelten nach dem Dreißigjährigen Krieg fahrendes Volk, die sogenannten Jenischen, auf ihren Gütern an. Diese haben eine lange Tradition, Waren für den Hausierhandel in Heimarbeit oder Manufakturbetrieben herzustellen und zu vertreiben.
Wäldershub ging bereits 1700 durch Verkauf an Ansbach über, Lautenbach 1730. Nach Abdankung des letzten Ansbacher Markgrafen 1791 zwang Preußen in Nachfolge des Markgrafen den übrigen Rittergütern seine Oberhoheit auf.
Mit der Markgrafschaft Ansbach wurde das Gemeindegebiet 1806 ein Teil des Königreichs Bayern und nach dem Grenzausgleichsvertrag zwischen Bayern und Württemberg 1810 württembergisch und dem Oberamt Crailsheim zugeordnet. Erst das Königreich Württemberg richtete die „Schultheißereien“ Wildenstein, Lautenbach, Matzenbach und Unterdeufstetten ein, so dass damals alle übrigen größeren Orte ihre gemeindliche Selbstständigkeit verloren. Um 1850 gab es noch Pläne, die Gemeinden Unterdeufstetten und Matzenbach zusammenzuschließen und die Matzenbacher Teilgemeinden Gunzach an Wildenstein und Krettenbach sowie Fichtenhof an Rechenberg anzuschließen. Auch wollte sich Bernhardsweiler zusammen mit Rötlein und Neustädtlein von der Gemeinde Lautenbach lösen und eine eigene Gemeinde bilden. Aus diesen Plänen wurde jedoch nichts, so dass sich erst 1973 durch die Gemeindereform der heutige Zustand ergab.
Bei der Kreisreform während der NS-Zeit in Württemberg gelangten die Ortschaften 1938 zum neu umrissenen Landkreis Crailsheim. 1945 wurden die vier Gemeinden Teil der Amerikanischen Besatzungszone und gehörte somit zum neu gegründeten Land Württemberg-Baden, das 1952 im jetzigen Bundesland Baden-Württemberg aufging. Fichtenau entstand im Zuge der Verwaltungsreform in Baden-Württemberg am 1. Januar 1973 durch den Zusammenschluss der vier bis dahin selbständigen Gemeinden. 1973 erfolgte dann auch die Kreisreform in Baden-Württemberg, bei der die neue Gemeinde Fichtenau zum Landkreis Schwäbisch Hall kam.

## Religion
In Fichtenau gibt es die evangelischen Kirchengemeinden Bernhardsweiler, Unterdeufstetten und Wildenstein und die römisch-katholischen Kirchengemeinden Großenhub, Matzenbach und Unterdeufstetten. In Wald bei Matzenbach steht außerdem die Wallfahrtskapelle Matzenbacher Bild. Die Marienwallfahrt geht zurück auf das 18. Jahrhundert, die heutige Kapelle ist ein Neubau aus dem Jahr 1973.

## Politik

### Bürgermeister
- die Bürgermeister der „alten“ Gemeinden:
  - Karl Lindner – Gemeinde Wildenstein bis 31. März 1966; ab 1. April 1966 bis 31. Dezember 1972: Hilmar Brattke
  - Karl Ohr – Gemeinde Lautenbach
  - Ernst Meyer – Gemeinde Matzenbach
  - Xaver Blank – Gemeinde Unterdeufstetten
- Bis 2005: Dieter Wolf
- 2005–2015: Martin Piott (am 8. März 2015 zum Bürgermeister von Bretzfeld gewählt)
- seit 1. August 2015: Anja Schmidt-Wagemann

Schmidt-Wagemann wurde im Juni 2015 im ersten Wahlgang mit 62,8 Prozent der Stimmen zur Bürgermeisterin gewählt. Am 7. Mai 2023 wurde sie mit 58,8 Prozent der Stimmen für eine zweite Amtszeit wiedergewählt.

### Gemeinderat
Der Gemeinderat in Fichtenau hat 14 Mitglieder. Er besteht aus den gewählten ehrenamtlichen Gemeinderäten und der Bürgermeisterin als Vorsitzende. Die Bürgermeisterin ist im Gemeinderat stimmberechtigt.
Die Kommunalwahl am 9. Juni 2024 führte zu folgendem Endergebnis. Die Wahlbeteiligung betrug 59,67 % (2019: 57,6 %).

Wappen von Fichtenau

| Partei                  | Stimmen | Sitze |
| Freie Wählervereinigung | 50,93 % | 7     |
| Fichtenauer Bürgerliste | 49,07 % | 7     |

### Wappen
Blasonierung: In Gold aus erniedrigtem grünem Wellenschildfuß wachsend eine grüne Fichte, oben rechts ein rot bewehrter schwarzer Bussardkopf.

### Gemeindepartnerschaften
Fichtenau unterhält eine Partnerschaft zur sächsischen Gemeinde Bad Schandau.

## Wirtschaft und Infrastruktur

### Verkehr
Fichtenau ist mit der Anschlussstelle Dinkelsbühl/Fichtenau (112) der Bundesautobahn 7 (Flensburg – Füssen) an das überregionale Straßennetz angebunden.

### Bildung
Im Schulzentrum befinden sich mit der Christoph-von-Pfeil-Schule eine Grundschule und mit der Oberlinschule eine Förderschule. In Matzenbach und Unterdeufstetten besteht jeweils ein römisch-katholischer Kindergarten. Der Kindergarten in Wildenstein wird von der Gemeinde Fichtenau selbst getragen.

### Soziales
Das Kinderheim St. Raphael bietet unter anderem betreute Jugendwohnungen an.

## Kultur und Sehenswürdigkeiten

### Bauwerke
Das Schloss Wildenstein im gleichnamigen Ortsteil stammt aus dem 16. Jahrhundert. Im Bürgerhaus, der ehemaligen Schule von 1841, befindet sich neben der Gemeindebücherei auch der Bürgersaal, der für Veranstaltungen und für Kurse der Volkshochschule genutzt wird.

### Gedenkstätten
Auf dem Gemeindegebiet existieren zwei Gedenkstätten für Opfer des Nationalsozialismus. Zwischen Wildenstein und Lautenbach existiert am Straßenrand ein Gedenkkreuz für den Landwirt Friedrich Späth, welcher wegen seiner Aussagen über den „Zweifel am Endsieg“, am 19. April 1945 von der SS erschossen wurde.

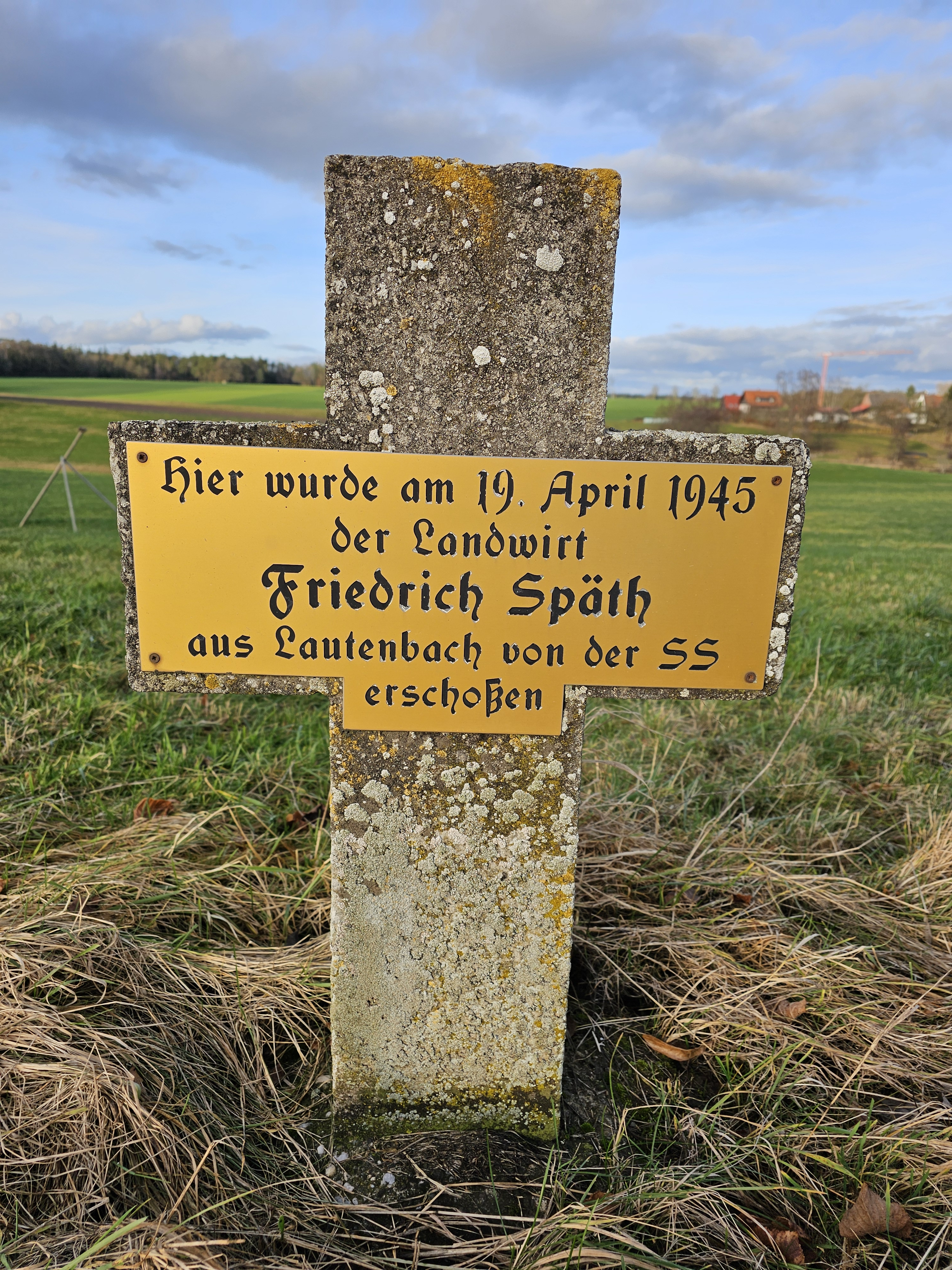
Gedenkkreuz für Friedrich Späth „Hier wurde am 19. April 1945 der Landwirt Friedrich Späth aus Lautenbach von der SS erschossen“

Zwischen Unterdeufstetten und Wildenstein befindet sich ein Gedenkkreuz für Friedrich von Praun, welcher im kirchlichen Widerstand aktiv war.

## Persönlichkeiten

### Söhne und Töchter der Gemeinde
- Otto von Arlt (1818–1892), geboren in Matzenbach, preußischer Generalmajor
- Paul Lang (1846–1898), geboren in Wildenstein, Pfarrer und Schriftsteller
- Karl Walter (1858–1930), Landgerichtsrat, Landtagsabgeordneter (ZENTRUM), Präsident des württembergischen Landtags; ist im Ortsteil Unterdeufstetten geboren
- Wilhelm August Dollinger (1873–1959), hessischer Landtagsabgeordneter (DVP)
- Alma Hagenbucher (1922–2012), Unternehmerin; ist im Ortsteil Lautenbach geboren
- Otto Heinrich Walliser (1928–2010), Paläontologe und Hochschullehrer; ist im Ortsteil Krettenbach geboren

### Mit der Gemeinde verbundene Persönlichkeiten
- Friedrich von Praun (* 21. Juli 1888 in Hersbruck; † 19. April 1944 in NS-Gefangenschaft), Kirchenjurist, seit 1936 Direktor der Ansbacher Evangelischen Landeskirchenstelle, wurde auf dem Friedhof in Unterdeufstetten, dem Heimatdorf seiner Frau,[13] beigesetzt.

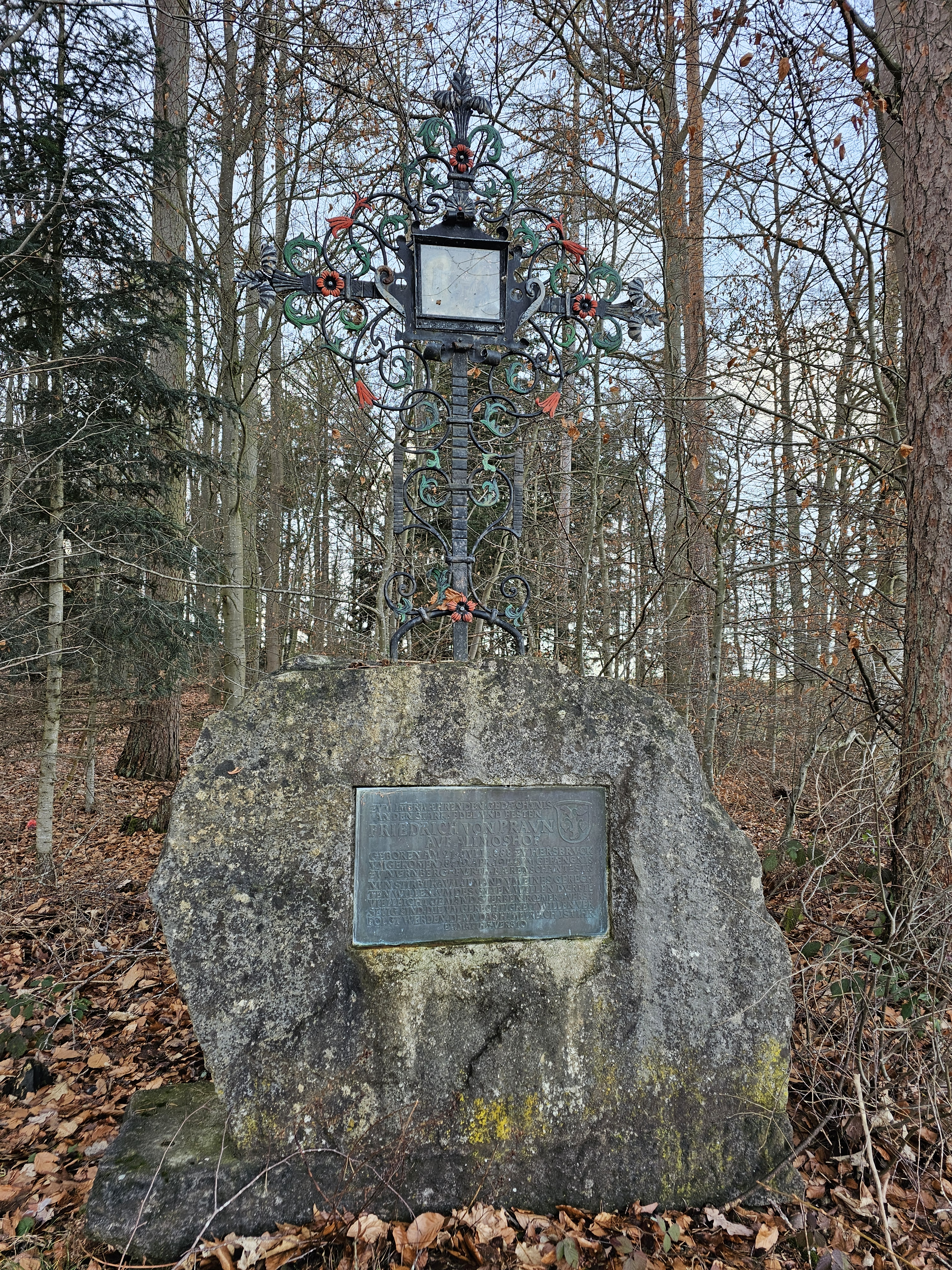
Gedenkkreuz für Friedrich von Praun

- Hans von Keler war von 1953 bis 1957 evangelischer Pfarrer in Wildenstein.